# Липа Кравчуків

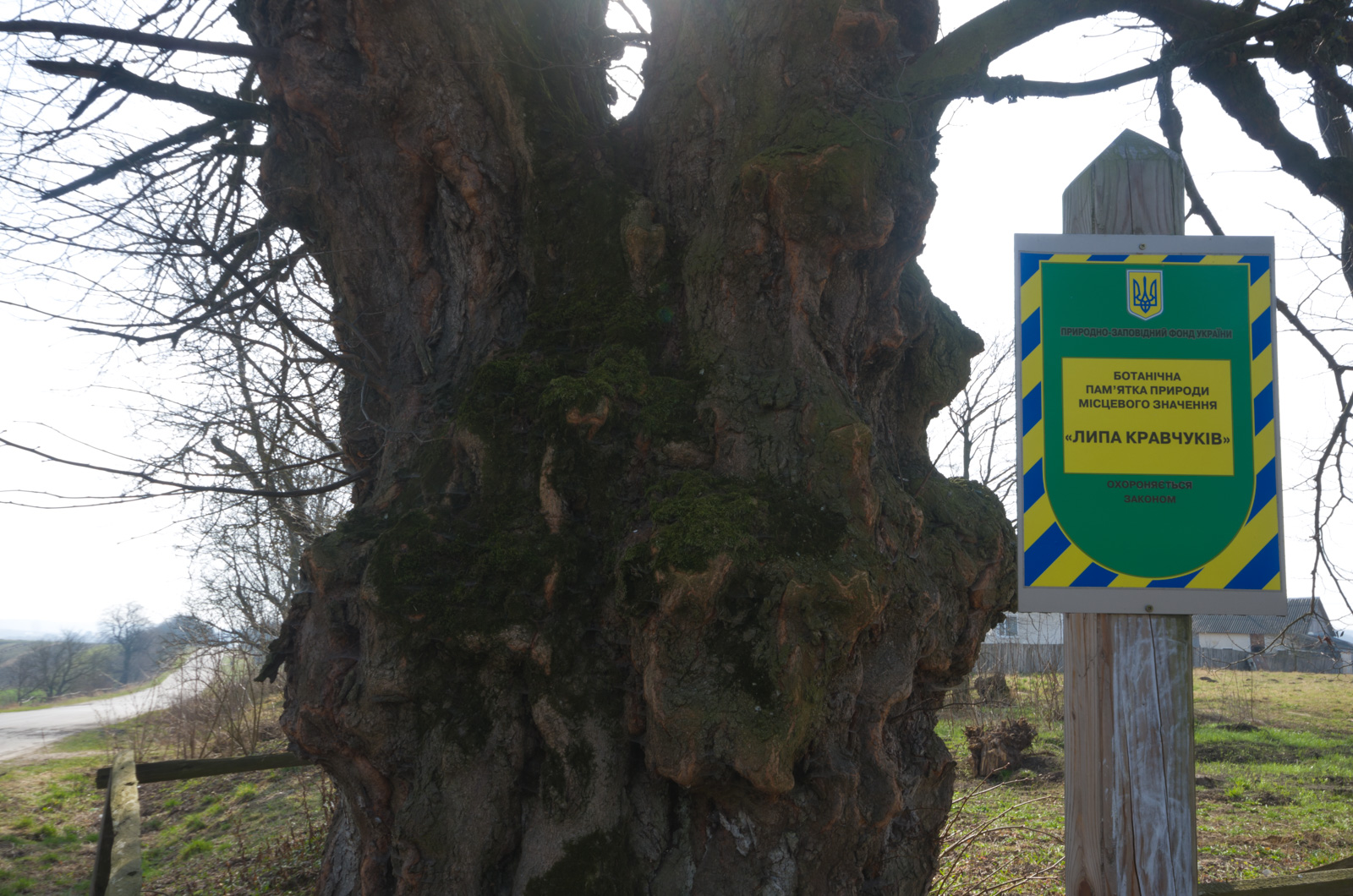

Ли́па Кравчукі́в — ботанічна пам'ятка природи місцевого значення в Україні. Розташована в межах Львівського району Львівської області, в селі Коросно (при автошляху Т 1417). 
Статус надано згідно з рішенням Львівської обласної ради від 14.07.2011 року № 206. Перебуває у віданні Перемишлянської міської громади. 
Статус надано з метою збереження вікової липи. Обхват стовбура 6,50 м, висота 18 м, вік бл. 700 років. 